# Koninklijke Catbavrienden KC
Koninklijke Catbavrienden Korfbalclub, kortweg Catba, is een Belgische korfbalclub uit Deurne (veld) en Borgerhout (zaal). 

## Geschiedenis
Catbavrienden werd op 1 augustus 1948 opgericht en sloot aan bij de KBKB met stamnummer 31.
In de jaren 90, met John Gielis als voorzitter, kende de club haar succesperiode. In 1989 behaalde de club haar eerste landstitel in de zaalcompetitie en het jaar daaropvolgend in de veldcompetitie. Tevens bereikte de club in 1990 de finale van de Europa Cup, waarin enkel het Nederlandse PKC te sterk bleek. Onder aansturen van coach Werner Wöhlken won Catba vervolgens driemaal de Europa Cup (1992, 1997 en 1998) en was het tweemaal finalist (1993 en 1995). Tevens speelde de club onder zijn leiding achtereenvolgens tien zaalfinales, waarvan ze er vijf wonnen (1991, 1992, 1993, 1996 en 1997). Ook in de veldcompetitie (1992, 1993, 1995, 1996 en 1997) en de Beker van België  (1992, 1994, 1996, 1997 en 1998) werden onder leiding van Wöhlken vijf eindzeges binnengehaald. 
De kampioensploeg (Europa Cup) van 1992 bestond uit Wendy & Jerry Aerts, Patrick & Werner Bellemans, Tanja De Greves, Chantal Delorge, Nancy & Werner de Vogelaere, Jerry Gielis, Ceres Picqueur, Marc Lenjou en Jacqueline & Martine Van den Eynde. Die van 1997 (Europa Cup) uit Wendy Aerts, Nancy Baele, Patrick & Werner Bellemans, Joyce Boonen, Tanja De Greves, Steve De Jonge, Chantal Delorge, Werner de Vogelaere, Peggy Liekens, Jurgen Frensch, Mark Ley, Harry Tak en Joyce Van Gorp. De kampioensploeg (Europa Cup) van 1998 ten slotte bestond uit Ann & Wendy Aerts, Nancy Baele, Patrick Bellemans, Joyce Boonen, Steve De Jonghe, Werner de Vogelaere, Veerle Herremans, Mike Ley, Ceres Picqueur, Tim Stes, Harry Tak en Joyce Van Gorp.
Na de winst van Catbavrienden in de Europa Cup van 1998 wist geen Belgische ploeg deze meer te winnen.

## Structuur
Huidig voorzitter is Nicole De Voeght en de maatschappelijke zetel is gelegen op de Ruggeveldlaan te Deurne. De veldcompetitie wordt afgewerkt op de Sportvelden Boterlaar,te Deurne en voor de zaalcompetitie wordt gebruik gemaakt van Sporthal Plantin en Moretus te Borgerhout. 
| Periode      | Voorzitter       |
| ------------ | ---------------- |
|              | Abraham Pimontel |
|              | ...              |
|              | John Gielis      |
| 2008 - heden | Nicole De Voeght |

| Periode     | Coach          |
| ----------- | -------------- |
| 1991 - ?    | Werner Wöhlken |
|             | ...            |
| 2013 - 2014 | Bart Cleyman   |
|             | ...            |
| ? - heden   | Nick Vertessen |

## Palmares
| Aantal | Titel                    | Editie                               |
| ------ | ------------------------ | ------------------------------------ |
| 3x     | Winnaar Europa Cup       | 1992, 1997 en 1998                   |
| 3x     | Finalist Europa Cup      | 1990, 1993 en 1995                   |
| 6x     | Landskampioen (veld)     | 1990, 1992, 1993, 1995, 1996 en 1997 |
| 6x     | Landskampioen (zaal)     | 1989, 1991, 1992, 1993, 1996 en 1997 |
| 5x     | Winnaar Beker van België | 1992, 1994, 1996, 1997 en 1998       |

### Individuele prijzen
| Korfbalster van het jaar - Martine Van den Eynde (1991 en 1992) - Nancy Baele (1993, 1995 en 1996) - Tanja De Greves (1994) - Joyce Van Gorp (1997) - Joyce Boonen (1998) | Korfballer van het jaar - Tony Aerts (1969) - Jerry Aerts (1988, 1989, 1991, 1992, 1993 en 1994) - Werner de Vogelaere (1996) |

## Bekende (ex-)spelers
- Ann Aerts
- Jerry Aerts
- Tony Aerts
- Wendy Aerts
- Nancy Baele
- Patrick Bellemans
- Werner Bellemans
- Joyce Boonen
- Jeffrey Campers
- Tanja De Greves
- Steve De Jonge
- Chantal Delorge
- Dennis de Vogelaere
- Jordan de Vogelaere
- Nancy de Vogelaere
- Werner de Vogelaere
- Jürgen Frensch
- Jerry Gielis
- Jan Herremans
- Veerle Herremans
- Marc Lenjou
- Mark Ley
- Mike Ley
- Peggy Liekens
- Ceres Picqeuer
- Tim Stes
- Harry Tak
- Jacqueline Van den Eynde
- Martine Van den Eynde
- Joyce Van Gorp